# 奥伊宾
奥伊宾（德語：Oybin），是德国萨克森州格尔利茨县的市镇，被德国、捷克、波兰三边交界处的齐陶山环绕，总面积为18.28平方千米，截至2023年12月31日总人口为1,273人。境内有奥伊宾山，海拔514米。

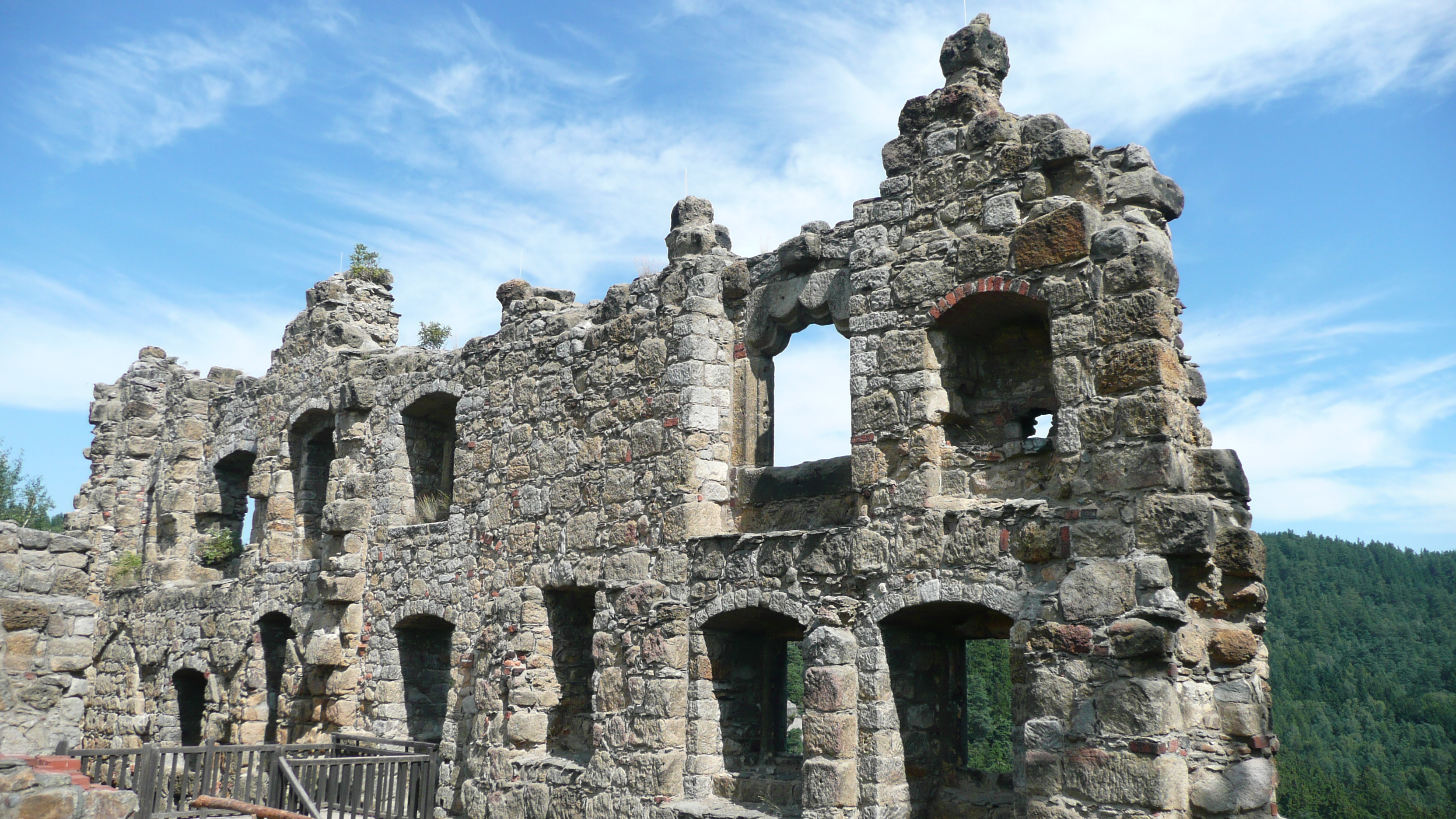
奥伊宾山（德语：Oybin (Berg)）上的城堡废墟
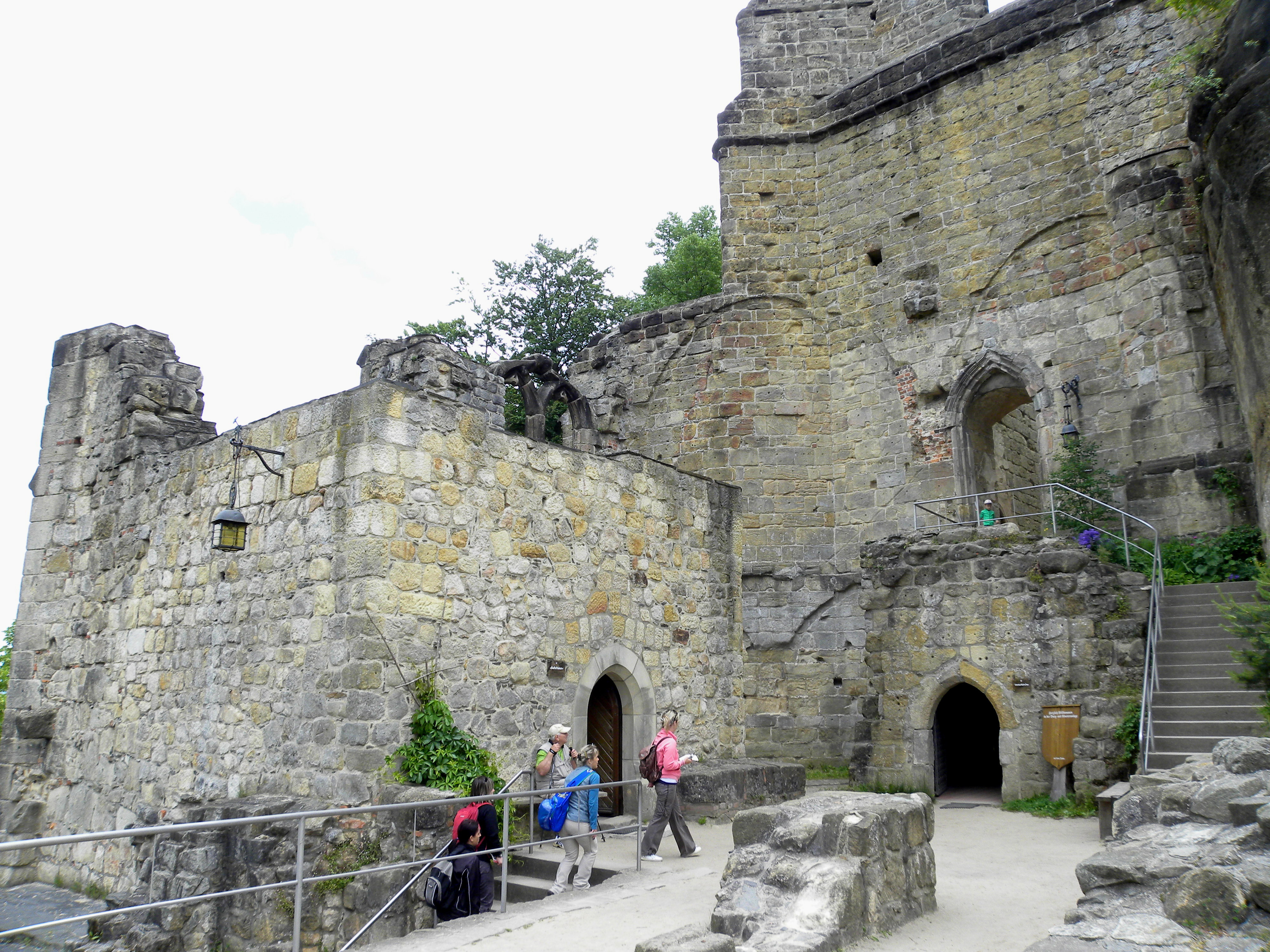
僧院遗址